# Carex pseudoaperta
Carex pseudoaperta là một loài thực vật có hoa trong họ Cói. Loài này được Boeckeler ex Kük. mô tả khoa học đầu tiên năm 1909.